# Edward Oliver Essig
Edward Oliver Essig (Arcadia, Indiana, 29 de setembre de 1884 - Lafayette, Califòrnia, 23 de novembre de 1964) va ser un entomòleg estatunidenc que es va especialitzar en els hemípters.
Essig va ser professor a la Universitat de Califòrnia, Berkeley. Va escriure Injurious and Beneficial Insects of California (Insectes malignes i beneficiosos de Califòrnia, 1913), Insects of Western North America (Insectes de l'oest d'Amèrica del Nord, 1926), A History of Entomology (Una història de l'entomologia, 1931), College Entomology (Entomologia universitària, 1942) i diversos centenars de treballs científics sobre hemípters. El Museu d'Entomologia Essig de la UC Berkeley té el seu nom.
També estava interessat en l'horticultura i va escriure A check-list of Fuchsias (Una llista de comprovació de fúcsies,1936) per a l'American Fuchsia Society .